# Rubén Xaus
Rubén Xaus (Barcelona, 18 de fevereiro de 1978) é um ex-motociclista espanhol. Durante a sua carreira competiu no Campeonato do Mundo de Superbike e no MotoGP. Ele é apelidado de 'Homem-Aranha', pois seu corpo esguio o leva a se pendurar sobre a moto de uma maneira incomum.